# Llorts

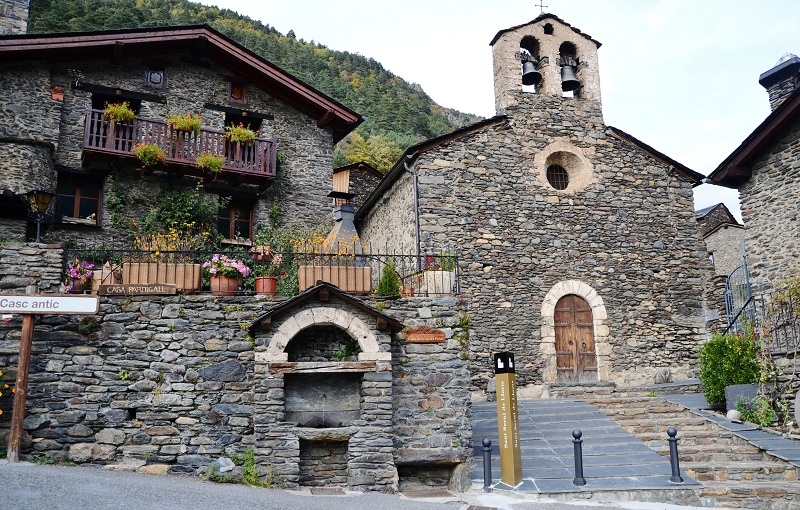
Kirche Sant Serni in Llorts

Llorts ist ein Dorf mit 281 Einwohnern (Stand 2024) in Andorra. Es gehört zur Pfarrei Ordino.
Llorts ist einer der bekannten Standorte der historischen Bergbau- und Eisenverarbeitung im 17. Jahrhundert bis zum 19. Jahrhundert in Andorra. Am Rande des Dorfes ist eine Eisenmine aus dem 19. Jahrhundert. Die Mina de Llorts ist heute als Touristenattraktion geöffnet und gehört zur Route des Eisens (Ruta del Ferro a Andorra), die zur Schmiede von Rossell führt. Entlang der Route von Arans nach Llorts stehen Skulpturen, die auf die Tradition des Eisens in Andorra hinweisen.
Seit 2003 ist die Mine als Zona arqueológica por la Ley 9/2003 del patrimonio cultural de Andorra deklariert.